# 丘徳煥
丘 徳煥（ク・ドクァン、朝鮮語: 구덕환/丘德煥、1898年1月26日 - 1985年5月12日）は、日本統治時代の朝鮮の独立運動家、医師、大韓民国の政治家。第2代韓国国会議員。本貫は平海丘氏。

## 経歴
現在の大韓民国忠清南道舒川郡出身。京城医学専門学校（現・ソウル大学校医科大学）在学中に3・1独立万歳運動に参加した。1927年、中国の上海に亡命後は大韓民国臨時政府で活動した。1936年、故郷の舒川郡に戻り病院を開業し、医師として活動しながら、神社参拝反対と創氏改名拒否運動を展開したため、日本警察の監視対象となった。他に韓国独立党中央執行委員、舒川郡党委員長を務めた。解放後は大韓独立促成会（後に国民会）舒川郡支部長を務めた。
1950年の第2代総選挙で国民会から出馬し当選したが、勃発した朝鮮戦争により同年7月に北朝鮮に拉致された。北朝鮮では在北平和統一促進協議会の発起人、常務委員を務めた後、1956年6月に労働者として流配され、1985年に死去したとされる。